# Зайцев, Иван Кондратьевич
Иван Кондратьевич Зайцев (1805 — 23 декабря 1887/1890, Полтава) — русский художник и педагог.

## Биография
Иван Зайцев родился в 1805 году; из крепостных Пензенской губернии. В семье Зайцевых были и иконописцы, и маляры, и домашние живописцы. Его отец исполнял у своего помещика множество обязанностей, начиная с управляющего до рисовальщика «неприличных» картин. Видя в своем сыне способности к рисованию, он выпросил на коленях у своего господина позволение отдать сына для обучения в Арзамасскую рисовальную школу А. В. Ступина, в которой Зайцев пробыл с октября 1823 года по 1827 год, когда должен был выйти из школы, так как господин его не заплатил ни копейки за его обучение, несмотря на выговоренную плату.
Судьба однако благоприятствовала Зайцеву; после смерти первого своего владельца он попал к следующему, который, живя в Санкт-Петербурге и видя способности Зайцева к рисованию, сперва отдал его в дальнейшее обучение к неназванному французскому художнику, а потом дал (1830 год) и отпускную для поступления в Императорскую Академию художеств. Ученик Василия Ширяева[кто?], а позже — Карла Брюллова.
В 1837 году Иван Кондратьевич Зайцев был выпущен свободным художником, получив за время пребывания в Академии художеств две серебряные медали 2-го достоинства, первую (1 мая 1834 года) за автопортрет, а вторую (24 декабря 1835 года) за рисунок с группы натурщиков.
Занимаясь частными работами (3 образа для Орловского собора, 1836 г., копия портрета писателя И. И. Лажечникова, тогда же), Зайцев женился на гувернантке одного петроградского богатого семейства, знакомство с которой завел, когда был приглашен рисовать с неё портрет. Женитьба и недостаток средств заставили Зайцева отказаться от чисто художественной работы и перейти к педагогической деятельности, которая гарантировала стабильный заработок.
Он поступил учителем рисования в Первый кадетский корпус столицы, в котором пробыл с октября 1839 года по 1847 год, когда по болезни, будучи вынужден сменить прибалтийский климат, перевелся в Петровский кадетский корпус в Полтаве, где и провел всю остальную многолетнюю свою жизнь. В Полтаве И. К. Зайцев принял активное участие в местной жизни, причём он был одним из создателей местной женской гимназии, в которой безвозмездно несколько лет преподавал искусство рисования.
Иван Кондратьевич Зайцев умер 23 декабря 1890 года в городе Полтаве.
Он оставил после себя интересные мемуары, напечатанные в «Русской Старине» (1887 год, том 11), в которых заключается ряд хотя мелких, но интересных подробностей, иллюстрирующих жизнь художника той эпохи. Его воспоминания — единственный исторический документ свидетельствующий о пребывании Тараса Шевченко и Василия Ширяева в Санкт-Петербурге в начале 30-х годов XIX века.
Внук — изобретатель Глеб Котельников.